# エッセンシャル・マイケル・ジャクソン
『エッセンシャル・マイケル・ジャクソン』（The Essential Michael Jackson）は、アメリカ合衆国のミュージシャン、マイケル・ジャクソンの2005年8月24日に発売されたベスト・アルバムである。

## 解説
新曲こそないがジャクソン5～ジャクソンズとしての楽曲やモータウン時代のソロ曲も含んだ、この時点までのマイケル・ジャクソンのほぼ全キャリアをCD2枚でフォローしており、「マイケル・ジャクソンの曲が知りたい」という、マイケルをあまり知らない人のための入門用として最適なアルバムとなっている。
北米盤・インターナショナル盤・日本盤ではそれぞれ2曲の収録内容が異なっている。北米盤には「エンジョイ・ユアセルフ」（ジャクソンズ）「デンジャラス」、インターナショナル盤では「アース・ソング」「ゼイ・ドント・ケア・アバウト・アス」、日本盤には「 ブラッド・オン・ザ・ダンス・フロア」「ワン・モア・チャンス」が収録。
なお2009年3月25日には、既発売のDVD“Number Ones”を同梱した“スペシャル・エディション”が、3カ月間の期間限定生産盤として発売された。
2009年7月22日には、ブルースペックCDで完全生産限定で発売された。
2009年12月23日には、3枚組のエッセンシャル・マイケル・ジャクソン 3.0が完全生産限定盤で発売された。日本盤も発売されたがDisc1と2の収録内容は北米盤に準拠している。

## 収録曲（日本盤）

### Disc 1
- 1〜3：ジャクソン5
- 7,8,13：ジャクソンズ

1. I Want You Back
2. ABC
3. The Love You Save
4. Got To Be There
5. Rockin' Robin
6. Ben
7. Blame It On The Boogie
8. Shake Your Body (Down to the Ground)
9. Don't Stop 'Til You Get Enough
10. Off The Wall
11. Rock With You
12. She's Out Of My Life
13. Can You Feel It
14. The Girl Is Mine
15. Billie Jean
16. Beat It
17. Wanna Be Startin' Somethin'
18. Human Nature
19. P.Y.T. (Pretty Young Thing)
20. I Just Can't Stop Loving You
21. Thriller

### Disc 2
1. Bad
2. The Way You Make Me Feel
3. Man In The Mirror
4. Dirty Diana
5. Another Part Of Me
6. Smooth Criminal
7. Leave Me Alone
8. Black Or White
9. Remember The Time
10. In The Closet
11. Who Is It
12. Heal The World
13. Will You Be There
14. You Are Not Alone
15. Blood On The Dance Floor
16. One More Chance
17. You Rock My World

## Limited Edition 3.0

### Disc No.3
1. Can't Get Outta The Rain
2. Say Say Say
3. Jam
4. They Don't Care About Us
5. Blood On The Dance Floor
6. Stranger In Moscow
7. Butterflies